# الدوري البرتغالي الممتاز 2000-01
الدوري البرتغالي الممتاز 2000-01 (بالبرتغالية: Campeonato Português de Futebol 2000/2001‏) هو موسم من Football in Portugal ‏. كان عدد الأندية المشاركة فيه 18، وفاز فيه نادي بوافيشتا.